# クリシュナ・バハドゥル・マハラ
クリシュナ・バハドゥル・マハラ（ネパール語: कृष्ण बहादुर महरा, ラテン文字転写: Krishna Bahadur Mahara, 1958年 - ）は、ネパールの革命家、政治家。ネパール共産党毛沢東主義派政治局員。ギリジャー・プラサード・コイララ内閣で副首相、情報通信大臣。2008年4月10日のネパール制憲議会選挙に立候補して当選（ダン郡第3小選挙区）。プラチャンダ内閣で情報通信大臣に留任。
ネパール西部、ロルパ郡リバン近郊に生まれる。高校教師の出身。ネパール人民統一戦線から下院議員に当選。同党分裂後、マオイスト派に属する。パサンやアナンタなど、ロルパ郡出身のマオイストを多く育てた。
毛派のスポークスマン的役割を果たす。2006年の政府とのネパール内戦和平交渉では毛派の交渉団の団長を務め、「包括的和平合意」を準備した。
2008年6月、非公式に中国を訪問。当時、プラチャンダ首相就任後の訪中の準備だと見られたが、実際、プラチャンダは首相就任後まもなく北京オリンピックの閉会式に参加するという名目で訪中し、胡錦濤国家主席、温家宝首相と会談した。